# Mengchu Zhou
Mengchu Zhou (nascido 31 de outubro de 1963) é um distinto professor sino-americano de engenharia eléctrica e informática no Departamento Helen e John C. Hartmann de Engenharia Eléctrica e de Computação da New Jersey Institute of Technology (NJIT) e na Universidade de Ciência e Tecnologia de Macau. Ele é Fellow do Institute of Electrical and Electronics Engineers (IEEE), Fellow da International Federation of Automatic Control (IFAC), Fellow da American Association for the Advancement of Science (AAAS) e membro da Associação Chinesa de Automação (CAA).
O professor Zhou é o editor-chefe fundador da série de livros IEEE / Wiley sobre ciência e engenharia de sistemas e o editor-chefe do IEEE / CAA Journal of Automatica Sinica. Em 2015, ele recebeu o Prémio Norbert Wiener por "contribuições fundamentais para a área da teoria da rede de Petri e aplicações para sistemas de eventos discretos" da IEEE Systems, Man, and Cybernetics Society, que também lhe concedeu o Franklin V. Taylor Memorial Award pelo Prémio de Melhor Artigo em 2010. Em 2000, o Professor Zhou recebeu o Prémio de Pesquisa Humboldt para Cientistas Seniores dos EUA, Fundação Alexander von Humboldt, Alemanha. Em 1994, ele recebeu a Society of Manufacturing Engineers, Computer-Integrated Manufacturing UNIVERSITY-LEAD Award (Liderança e Excelência na Aplicação e Desenvolvimento da Manufactura Integrada). O número das suas publicações que recebem 200 ou mais citações é 24, de acordo com o Google Scholar. Ele é um dos pesquisadores mais citados do mundo na Web of Science e tem um total de mais de 34.000 citações com um índice h de 89.